# Ханс Фриче
Ханс Фриче (Бохум, 21. април 1900 — Келн, 27. септембар 1953) био је радио коментатор и вођа одељења за вести у нацистичком министарству пропаганде. 
1. маја 1932. године приступио је НСДАП-у. Био је важан члан Гебелсовог министарства. На суђењу у Нирнбергу му је суђено уместо тада покојног Јозефа Гебелса. Био је један од тројице који су ослобођени оптужби. На денацификацијским судовима осуђен је на девет година затвора. Пуштен је 1950. године, а умро је од рака недуго потом.